# 暗杀神
暗殺神（英文：Ascension）是一款牌組構築遊戲。遊戲圍繞著一個包括英雄、神器和怪物的中央牌庫進行。玩家在他的回合中可以招募英雄、搜尋神器，來構建自己的牌庫，或者擊敗怪物贏取榮譽及其他獎勵。遊戲玩家數量為2-4人。

## 发售信息
本遊戲由Gary Games發行，由萬智牌職業巡迴賽冠軍Justin Gary、Rob Dougherty和Brian Kibler設計並開發，全部卡牌均由著名奇幻藝術家Eric Sabee以歐洲版畫風格繪製。

2010年發售首個版本「弒神編年史（Chronicle of the Godslayer）」

2011年發售擴展「邪神歸來（Return of the Fallen）」及「靈魂風暴（Storm of Souls）」

2012年發售擴展「不朽英雄（Immortal Heroes）」

2013年發售擴展「祈夜崛起（Rise of Vigil）」

2011年6月30日登錄iOS平台，由Playdek開發，支持iPhone和iPad。遊戲支持一機多人對戰、線上對戰（支持非即時對戰模式）。

2012年5月11日推出的1.2版包含了擴展包「邪神歸來」、「靈魂風暴」以及推廣包1。
本游戏实体中文版由方盒子365代理，於2011年7月7日在中國大陸發售弑神编年史。

2011年11月15日开始预售「邪神归来」中文版

2012年6月6日開始預售「靈魂風暴」中文版。

## 背景故事
遊戲發生的地方稱為「祈夜（Vigil）」，一個被大封印保護了上千年，保持國度不為神祇所影響的世界。在經歷過一場對抗「墮落之神 薩麥爾（Samael the Fallen）」的遠古之戰後，諸神決定此世界不應為任何神祇所干預。但是現在，封印已然崩壞，夢魘般的怪物穿越了被遺忘的時代，降臨於現世。玩家作為祈夜的英雄，率領一小支由民兵和學徒組成的烏合之眾，去追尋自己的命運。隨着軍隊不斷壯大，玩家最終一勞永逸地殺死薩麥爾，並贏得「弒神者」的稱號。在整場遊戲中，玩家將招募強力英雄，搜集失落的神器，向四個不同的派系尋求協助，以完成任務。

## 遊戲版本
- 弒神編年史（Ascension: Chronicle of the Godslayer, CotG）

英文版發售日：2010年
中文版發售日：2011年7月7日
- 擴展：邪神歸來（Ascension: Return of the Fallen Expansion, RotF）

英文版發售日：2011年
中文版發售日：
- 擴展：靈魂風暴（Ascension: Storm of Souls Expansion, SoS）

英文版發售日：2011年12月
中文版發售日：2012年6月20日
- 擴展：不朽英雄（Ascension: Immortal Heroes Expansion, IH）

英文版發售日：2012年第三季度

## 遊戲術語

### 基本名詞
- 符文（Rune）

「符文」是「暗殺神」裡兩種資源的一種。玩家通過消費符文來獲取對應符文點數的「英雄」和「神器」，並將它們加入到自己的牌組。
- 戰力（Power）

「戰力」則是「暗殺神」裡另一種資源。玩家消耗戰力來打敗「怪物」，並獲得相應的獎勵。
- 榮譽（Honor）

「榮譽」是遊戲勝利的關鍵。當玩家在遊戲中獲得最多榮譽點的時候，他便勝出遊戲，並獲得「弒神者」的稱號。

### 遊戲區域
- 中央牌列（Center Row）（公共）

中央牌列擺放從中央牌庫抓取的牌，一共6張。中央牌列的牌可以被玩家獲取、擊敗或放逐。當中央牌列的牌被獲取、擊敗或放逐時，立刻從中央牌庫補充。
- 中央牌庫（Center Row Draw Pile）（公共）

中央牌列的牌從這裡抓取。
- 虛空區（Void）（公共）

被玩家擊敗的怪物和被放逐的牌進入此區。
- 棄牌區（Discard Pile）（专属）

玩家從中央牌列獲得的牌立刻進入此區，此外本回合用過的牌及手牌在回合結束時也進入此區。
- 玩家牌库（Player Draw Pile）（专属）

玩家初始牌库由8张学徒与2张民兵组成，当玩家牌库抽空后，将弃牌区的卡牌洗过后构成新的玩家牌库。

### 行動
- 獲取（Acquire）

玩家通過消費符文來取得「英雄」和「神器」的行動。
- 擊敗（Defeat）

玩家通過消費戰力來消滅「怪物」獲得獎勵的行動。
- 放逐（Banish）

將一張卡牌移到「虛空區」中，該卡牌在中央牌库抽取完之前不会被用到（除非被卡牌效果召回）。須注意遊戲中有某些卡牌是「不可被放逐的（Unbanishable）」的（例如「薩麥爾 墮落之神」），另外学徒与民兵被放逐后直接移出游戏，不会进入虚空区。
- 棄牌（Discard）

將一張手牌放入「棄牌堆」中。
- 摧毀（Destroy）

在「靈魂風暴」扩展包中新加入的名詞。指將「神器」卡牌放入「棄牌區」。在暗殺神之前的版本中將神器放入棄牌堆的效果均被視為「弃牌」。

## 遊戲規則

### 遊戲開始
- 從中央牌庫頂抽出六張牌面朝上拍成一列，構成「中央牌列」（這時如果有「天命」牌進入中央牌列時，須處理其天命效果）。遊戲中若中央牌列的牌被獲取/放逐/擊敗的時候，自動從中央牌庫頂補充。
- 玩家的初始牌庫由八張「學徒」和兩張「民兵」組成，然後每個玩家從自己牌庫中抓取五張作為手牌。
- 設置總榮譽點數，總榮譽點數視玩家數目而定，具體如下：

2人玩家=60點；
3人玩家=75點（在「邪神歸來」中是90點）；
4人玩家=90點（在「邪神歸來」中是120點）。

### 基本流程
- 玩家打出任意張手牌，然後可根據牌上記載獲得相應數量的符文、戰力，或發動某種效果。
- 可以用獲得的符文點數來招募「秘教士」和「重裝步兵」，或獲得中央牌列中的英雄和神器。獲得的牌進入「棄牌堆」裡。
- 可以用獲得的戰力點數去掃蕩「邪教徒」和「狂信者」，或打敗中央牌列中的怪物，來獲取對應的榮譽和獎勵。被打敗的怪物則進入「虛空區」或變成戰利品怪物展示在玩家前。
- 玩家可根據牌上的指示發動卡牌效果。效果的類別大致是：

1. 獲取額外的符文、戰力或榮譽點數。
2. 額外抽牌機會。
3. 將牌放逐至虛空區。
4. 將牌棄至棄牌堆。

- 玩家在手牌出完或不想繼續的時候，可以結束回合。此時本回合所出的所有牌和手牌都會進入棄牌堆。
- 玩家重新從牌庫抓取五張手牌，如果牌組中的牌不夠，則將棄牌堆的牌洗均勻後放到牌組區讓玩家抓取。這樣之前玩家所獲取的卡牌就進入了玩家的牌組，在接下來的遊戲中發揮功效。
- 本回合獲得的符文和戰力點數清零。
- 遊戲控制權轉移到下一個玩家。

### 遊戲結束
- 當玩家所賺取的榮譽點數合計等於總榮譽點數時，遊戲進入最後一輪。在這時如果有玩家在本輪中依然未進行自己回合的話，可以繼續進行他的回合，這時榮譽點數可照樣賺取，並不受總榮譽點數限制。
- 玩家獲得的榮譽點數為以下之和：

1. 擊敗怪物和卡牌效果獲得的榮譽點數
2. 玩家擁有的所有卡牌（包括自己的牌庫、手牌、棄牌堆和戰場）上的榮譽點數

- 獲得榮譽點數最多的玩家獲勝。

## 小說
官方小說由Alex Shvartzman執筆，從2011年2月開始創作。

## 外部連結
- （英文） 官方網站 （页面存档备份，存于）
- （英文） BoardGameGeek: Ascension: Chronicle of the Godslayer (2010) （页面存档备份，存于）
- （英文） BoardGameGeek: Ascension: Return of the Fallen (2011) （页面存档备份，存于）
- （英文） BoardGameGeek: Ascension: Storm of Souls (2011) （页面存档备份，存于）
- （英文） BoardGameGeek: Ascension: Immortal Heroes (2012) （页面存档备份，存于）
- （简体中文） 中文版官方網站
- （简体中文） Ascension暗殺神 新浪官方微博 （页面存档备份，存于）
- （简体中文） 卓越亞馬遜：暗殺神 （页面存档备份，存于）